# Splachnobryum laevidorsum
Splachnobryum laevidorsum là một loài rêu trong họ Splachnobryaceae. Loài này được (Besch.) Paris mô tả khoa học đầu tiên năm 1898.